# 새크라멘토 리퍼블릭 FC
새크라멘토 리퍼블릭 FC(Sacramento Republic Football Club)는 USL 챔피언십에 소속되어 있는 미국의 프로 축구단으로 캘리포니아주 새크라멘토를 연고지로 하고 있으며 2014년부터 2026년까지 하트 헬스 파크를 홈 경기장으로 사용하다가 2027년부터는 레일야즈 스타디움을 홈 경기장으로 사용할 예정이다.

## 역사
2012년 창단 후 2014년 USL 챔피언십에 합류하자마자 USLC 플레이오프 우승을 차지했고 그 후 2021 시즌을 제외하고는 매년 USLC 플레이오프에 꾸준히 출전했음에도 거의 이렇다할 성과를 거두지 못하다가 2023 시즌 USLC 플레이오프에서 2014 시즌 우승 이후 9년만에 4강에 오르는 기염을 토했다.
그리고 2022 시즌 US 오픈컵 2라운드에서 USL 리그 2의 캐피털 FC, 3라운드에서 USL 리그 1의 신생팀인 센트럴밸리 푸에고를 꺾고 32강에 오른 후 32강에서 같은 USLC의 피닉스 라이징, 16강부터 4강까지는 샌호제이 어스퀘이크스, 로스앤젤레스 갤럭시, 스포팅 캔자스시티 등 메이저 리그 사커의 강호들을 차례대로 꺾는 대이변을 일으키며 준우승이라는 구단 역사상 컵대회 역대 최고 성적을 달성하는 새로운 역사를 만들었다.

## MLS 참가 좌절
처음에는 순조롭게 창단이 될 것으로 예상되었으나 코로나19 범유행의 여파로 상황이 급격히 반전되면서 MLS 참가 자격을 상실했고 결국 2021년 2월 27일 새크라멘토 구단측이 MLS 참가비 납부를 못한 채 MLS 운영권을 잠정 포기한다는 발표를 내놓으면서 2023 시즌부터 예정되어 있던 MLS 참가가 매우 어려워졌다.

## 대회 성적
- USL 챔피언십 : 우승 (2014), 4강 (2023)
- US 오픈컵 : 준우승 (2022)

## 역대 홈경기장
| 경기장            | 사용기간      | 장소                    | 팀명                   | 비고                      |
| ----------------- | ------------- | ----------------------- | ---------------------- | ------------------------- |
| 하트 헬스 파크    | 2014년~2026년 | 캘리포니아주 새크라멘토 | 새크라멘토 리퍼블릭 FC | 보니 필드 (2014년~2017년) |
| 레일야즈 스타디움 | 2027년~미래   | 캘리포니아주 새크라멘토 | 새크라멘토 리퍼블릭 FC |                           |

## 선수 명단

### 현역
참고: FIFA 자격 규정에 따라 소속된 국가대표팀 국기를 표시합니다. 선수는 복수의 FIFA 비회원국 국적을 가지고 있을 수 있습니다.
| 번호 | 포지션 | 국적       | 이름            |
| ---- | ------ | ---------- | --------------- |
| 8    | MF     |            | 로드리고 로페즈 |
| 11   | FW     |            | 러셀 시스론     |
| 15   | MF     |            | 라파엘 하우레기 |
| 23   | FW     | 잉글랜드   | 키에란 필립스   |
| 29   | MF     | 베네수엘라 | 아놀드 로페즈   |

| 번호 | 포지션 | 국적 | 이름 |
| ---- | ------ | ---- | ---- |

## 메이저 리그 사커제휴팀
- 없음